# Anochetus kempfi
Anochetus kempfi är en myrart som beskrevs av Brown 1978. Anochetus kempfi ingår i släktet Anochetus och familjen myror. Inga underarter finns listade i Catalogue of Life.